# Autonome Hochschule Ostbelgien
De Autonome Hochschule Ostbelgien (AHS) is een Duitstalige hogeschool in de Belgische Oostkantons. De hogeschool is gevestigd in Eupen is de enige hogeronderwijsinstelling in de Duitstalige Gemeenschap van België. Ze werd op 1 juli 2005 als Autonome Hochschule in der Deutschsprachigen Gemeinschaft opgericht na een fusie van drie eerder bestaande hogescholen, de PHDG, PHPD en Krankenpflegehochschule, en is een publiekrechtelijke instelling. Op 1 februari 2020 werd de naamswijziging doorgevoerd naar de huidige naam. De AHS biedt in drie afdelingen professionele bacheloropleidingen in de verpleegkunde, lager onderwijs, kleuteronderwijs en boekhouden aan. De hogeschool biedt ook permanente educatie en verzorgt onderzoek en ontwikkeling.
De AHS-campus is gelegen ten zuidoosten van het stadscentrum aan de Monschauer Straße.